# Alessandro Pirzio Biroli
Alessandro Pirzio Biroli est un escrimeur et général italien né le 23 juillet 1877 à Bologne et mort le 20 mai 1962 à Rome.

## Biographie
Alessandro Pirzio Biroli participe aux épreuve d'épée et de sabre lors des Jeux olympiques d'été de 1908 à Londres. Il remporte alors la médaille d'argent en sabre par équipe.
En 1918, Biroli devient commandant du 8e régiment bersaglieri. De 1921 à 1927, il dirige une mission militaire italienne en Équateur. Il est commandant de la division Monte Nero de 1932 à 1933, et du Ve corps de 1933 à 1935. Il commande le Corps d'Érythrée lors de la  seconde guerre italo-éthiopienne, et devient par la suite gouverneur de la province d'Amhara en Afrique orientale italienne de 1936 à 1937. 
Biroli est général de la 9e armée italienne en 1941. Il exerce ainsi les fonctions de gouverneur du Monténégro de 1941 à 1943.